# 鄧隆
鄧隆（1884年—1938年），字德舆，号玉堂，又号睫巢。生於甘肅臨夏。末代科举进士，清朝、民国时期政治人物。

## 生平
鄧隆自幼好學，光绪二十九年（1903年）中式癸卯恩科甘肅鄉試第一名舉人（解元）。次年考中甲辰恩科三甲进士，以知县分发四川任用。
民国初年，歷任甘肃省议会议员、甘肃官银钱局坐办、夏河县长等职。後离开政界，潜心实业及慈善，并耽于佛学，研究西夏文。民國二十七年（1938年），因抢救华林山疫病壮丁，染病而卒。